# Eugenio Tosi
Eugenio Tosi (Busto Arsizio, 6 maggio 1864 – Milano, 7 gennaio 1929) è stato un cardinale e arcivescovo cattolico italiano, arcivescovo di Milano dal 1922 al 1929.

## Biografia

### I primi anni ed il sacerdozio
Eugenio Tosi nacque a Busto Arsizio nel 1864 da Luigi e Teresa Rabolini, una famiglia della borghesia locale, era imparentato col celebre industriale Franco Tosi, fondatore dell'omonima azienda.
Intraprese quindi la carriera ecclesiastica, studiando presso i seminari di Monza e Milano ed ottenendo il dottorato in teologia e filosofia, avendo per professore Achille Ratti, futuro papa Pio XI.

Venne ordinato sacerdote il 4 giugno 1887 e divenne coadiutore nella sua città natale ove colse l'occasione per occuparsi dell'oratorio maschile locale.
Il 24 ottobre 1889 entrò nella congregazione degli Oblati dei Santi Ambrogio e Carlo di Rho, divenendo vicario parrocchiale a Busto Arsizio. Dal 1889 al 1909 insegnò presso il Collegio dei Padri Oblati Missionari di Rho. Nel 1909 venne promosso al ruolo di vicario generale della diocesi di Rimini dove rimase sino al 1911.

### Episcopato
Il 5 aprile 1911 papa Pio X lo nominò vescovo di Squillace; ricevette la consacrazione episcopale il 16 aprile dello stesso anno per l'imposizione delle mani del cardinale Andrea Carlo Ferrari (all'epoca arcivescovo di Milano). Il 22 marzo 1917 venne trasferito alla sede episcopale di Andria, mentre dal 10 agosto di quello stesso anno fu nominato amministratore apostolico della diocesi di Squillace, carica che mantenne fino al febbraio 1918.

### Arcivescovo di Milano e cardinalato

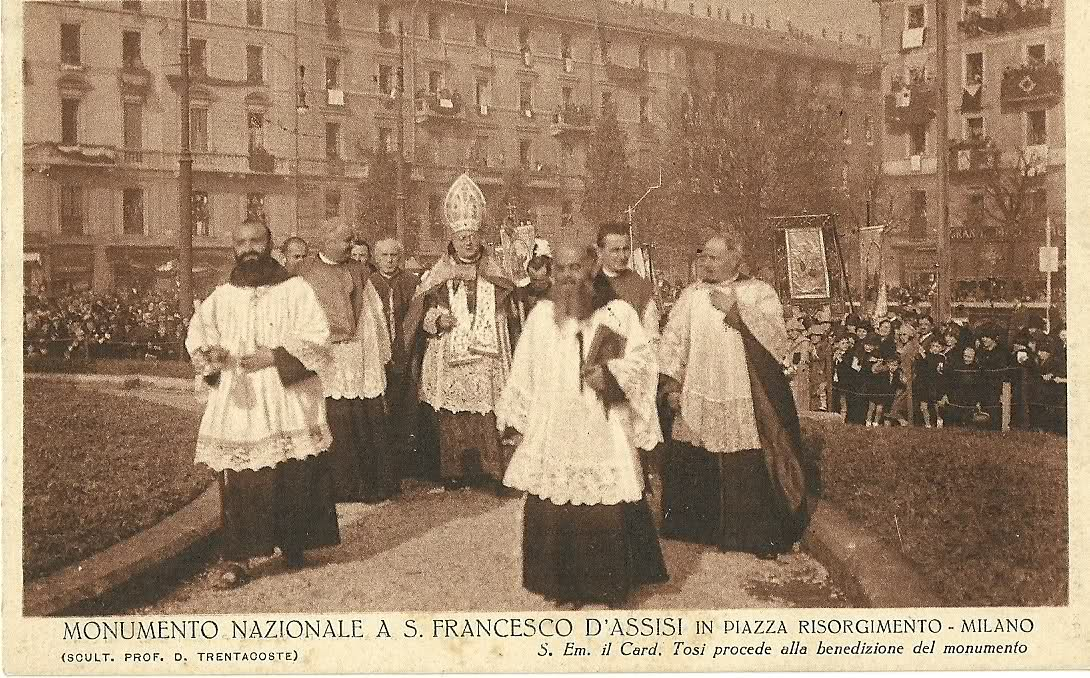
Il cardinale Tosi inaugura il Monumento a san Francesco d'Assisi in Piazza Risorgimento a Milano nel 1926

Il 7 marzo 1922 fu nominato arcivescovo di Milano, e nello stesso anno, l'11 dicembre, papa Pio XI lo creò cardinale presbitero col titolo dei Santi Silvestro e Martino ai Monti.
Durante gli anni della sua permanenza alla cattedra episcopale di Milano, Eugenio Tosi si distinse per numerose opere a favore dei seminari come ad esempio la fondazione del nuovo Seminario Lombardo di Roma oltre a quello di Venegono Inferiore.
Nel 1924, inaugurò la stazione ferroviaria della sua nativa Busto Arsizio insieme con l'allora presidente del consiglio, Benito Mussolini, dopo aver inaugurato nell'aprile di quello stesso anno l'apertura della Fiera Campionaria con Vittorio Emanuele III. Incontrò nuovamente il sovrano nel 1928 in occasione del 10º anniversario dell'entrata dell'Italia nella prima guerra mondiale, occasione nella quale si compì un attentato ai danni del re presso piazza Giulio Cesare a Milano. Visitò quindi i feriti dall'esplosione, ricoverati negli ospedali milanesi.
Nel 1925, benedì la prima pietra dell'Istituto Nazionale dei Tumori di Milano.
Ispirato da intenti moralizzatori, denunciò pubblicamente la sua opposizione alla rappresentazione dell'opera drammatica Il martirio di San Sebastiano composta da Claude Debussy su libretto di Gabriele D'Annunzio, spettacolo che proibì ai cattolici milanesi di andare a vedere al Teatro alla Scala dove era in programma per la stagione del 1926. In quello stesso anno inaugurò il Monumento a san Francesco d'Assisi in Piazza Risorgimento a Milano, non lontano dalla locale sede dei cappuccini, in occasione del VII centenario della morte di san Francesco.
Nel 1928, a Baggio, benedisse il dirigibile Italia con il quale Umberto Nobile compì la sua famosa spedizione al polo.
Una settimana prima della sua morte, vennero scoperte dodici bombe inesplose alla base del palazzo arcivescovile di Milano. Morì a Milano il 7 gennaio 1929 a seguito di lunghe sofferenze per insufficienza cardiaca e nefrite e venne sepolto nel Duomo di Milano, di fronte all'altare della Virgo Potens.

## Genealogia episcopale e successione apostolica
La genealogia episcopale è:
- Cardinale Scipione Rebiba
- Cardinale Giulio Antonio Santori
- Cardinale Girolamo Bernerio, O.P.
- Arcivescovo Galeazzo Sanvitale
- Cardinale Ludovico Ludovisi
- Cardinale Luigi Caetani
- Cardinale Ulderico Carpegna

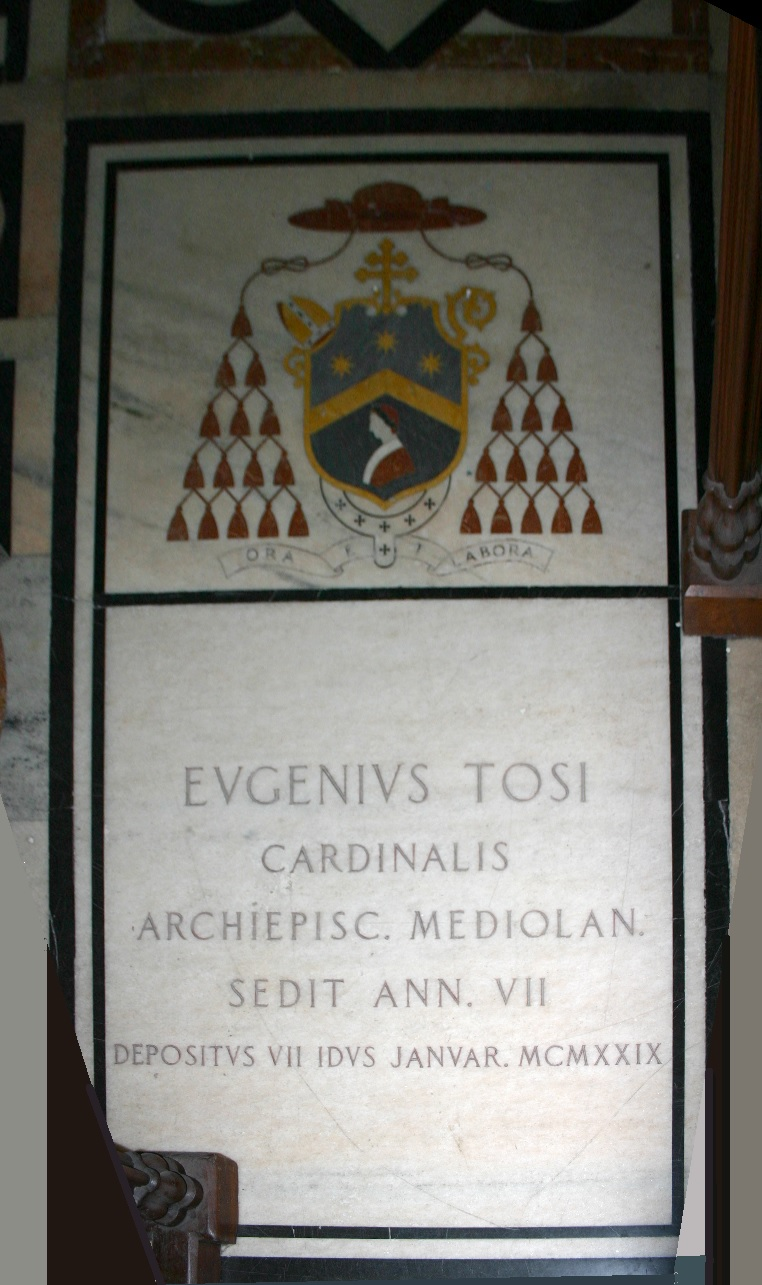
La tomba del cardinale Eugenio Tosi nel Duomo di Milano.

- Cardinale Paluzzo Paluzzi Altieri degli Albertoni
- Papa Benedetto XIII
- Papa Benedetto XIV
- Papa Clemente XIII
- Cardinale Marcantonio Colonna
- Cardinale Giacinto Sigismondo Gerdil, B.
- Cardinale Giulio Maria della Somaglia
- Cardinale Carlo Odescalchi, S.I.
- Cardinale Costantino Patrizi Naro
- Cardinale Lucido Maria Parocchi
- Cardinale Andrea Carlo Ferrari
- Cardinale Eugenio Tosi, O.SS.C.A.

La successione apostolica è:
- Vescovo Giorgio Giovanni Elli (1918)
- Vescovo Giovanni Rossi, O.SS.C.A. (1922)
- Vescovo Alessandro Macchi (1923)
- Vescovo Antonio Tommaso Videmari (1923)
- Arcivescovo Celestino Annibale Cattaneo, O.F.M.Cap. (1925)
- Arcivescovo Giacomo Montanelli (1926)
- Vescovo Adolfo Pagani (1926)
- Vescovo Alessandro de Giorgi (1926)
- Vescovo Giovanni Bargiggia (1927)

## Araldica
| Stemma | Descrizione                                                                                    | Blasonatura |
|        | Eugenio Tosi Cardinale presbitero dei Santi Silvestro e Martino ai Monti Arcivescovo di Milano | D'azzurro, al capriolo d'oro, accompagnato in capo da tre stelle (8 punte) male ordinate dello stesso, ed in punta dal profilo di un letterato laureato al naturale. Lo scudo, accollato a una croce astile patriarcale d'oro, posta in palo, è timbrato da un cappello con cordoni e nappe di rosso. Le nappe, in numero di trenta, sono disposte quindici per parte, in cinque ordini di 1, 2, 3, 4, 5. |